# NGC 2264
NGC 2264 là số chỉ định của Danh mục thiên thể NGC xác định cùng lúc hai thiên thể: Tinh vân Hình nón và Cụm Cây thông Giáng sinh. Hai thiên thể khác nằm trong chỉ định này nhưng không chính thức, đó là Cụm Bông tuyết, và Tinh vân Lông Cáo.
Tọa độ: 06h 41m 00s, +09° 53′ 00″
Tất cả các thiên thể đều nằm trong chòm sao Kỳ Lân, cách Trái đất khoảng 800 parsec hay 2600 năm ánh sáng.
NGC 2264 đôi khi được gọi là Cụm Cay thông Giáng sinh và Tinh vân Hình nón. Tuy nhiên, NGC 2264 trong Danh mục thiên thể NGC lại đề cập cùng lúc cả hai mà không tách rời từng thiên thể.
NGC2264 là vị trí nơi Tinh vân hình nón, Cụm bông tuyết và Cụm cây thông Giáng sinh hình thành trong tinh vân phát xạ này. Cụm Bông tuyết nằm cách Trái Đất 2.700 năm ánh sáng, nằm trong chòm sao Kỳ Lân. Chòm sao Kỳ Lân thường không thể nhìn thấy bằng mắt thường do thiếu sao khổng lồ.
Những ngôi sao trẻ của Cụm Cay thông Giáng sinh bị che khuất bởi những đám mây bụi dày đặc. Những đám mây bụi này kết hợp với các nguyên tố hydro và heli hình thành những ngôi sao mới. Sự kết hợp của các đám mây dày đặc tạo ra bản đồ màu chứa các bước sóng khác nhau. Nhờ các bức ảnh được chụp bởi kính viễn vọng Không gian Spitzer, chúng ta có thể phân biệt các ngôi sao trẻ có màu đỏ và các ngôi sao già có màu xanh.
Khi đề cập đến tinh vân phát xạ này, nhiều khía cạnh làm nên hình thái nổi bật của Cụm bông tuyết và cụm cây Giáng sinh. Tinh vân này tồn tại sự sắp xếp đa dạng các màu sắc, tại đó chứa quá trình phát triển theo sự hình thành sao. 

NGC 2264: Tinh vân Hình nón ở phía dưới với Cụm Cây thông Giáng sinh phía trên; ngôi sao sáng ngay phía trên Tinh vân Hình nón là ngọn cây, ngôi sao rất sáng ở điểm trên cùng của hình ảnh (sao S Monocerotis) là trung tâm thân cây. Tinh vân Lông Cáo nằm ở góc trên cùng bên phải. Tinh vân Bông tuyết nằm ở giữa, hiển thị tốt hơn trên hình ảnh hồng ngoại. Ảnh chụp: ESO